# Littérature tadjike
La littérature tadjike englobe l'ensemble des pratiques littéraires, orales et écrites, des populations du Tadjikistan (8 604 882 habitants en 2018), en langue tadjike (44 000 000 locuteurs), ou en langues minoritaires (russe, ouzbek, anglais, etc), diasporas comprises, dont surtout l'Afghanistan (18 000 000 tadjikophones vers 2000).

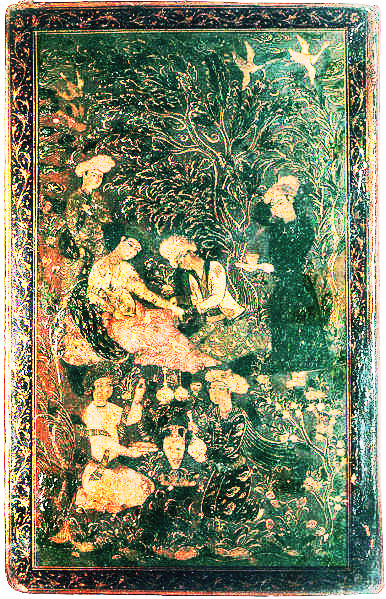
Qanûn, Canon de médecine d'Avicenne.

## Repères historiques
- Empire achéménide (-550 - -329)
- Période hellénistique (-329 - -90), Royaume gréco-bactrien
- Empire kouchan (-90 - +410)
- Sassanides (410-651), Shvetahûna (Hephtalites, Huns Blancs) (480-550), Göktürk (552-710)
- Califat omeyyade (710-867)
- Empire samanide	(819-999)
- Domination Qarakhanides (999-1211) et Khwarezmchahs (1211-1218)
- Empire mongol (1218-1370)
- Empire timouride (1370-1507)
- Domination turque (1506-1598)
- Domination persane (1598-1740) puis khanat de Boukhara (1740-1868)
- Domination russe (1868-1920), puis révolte basmatchi (1916-1924)
- République socialiste soviétique autonome du Tadjikistan (1924-1929, ASSR), république socialiste soviétique du Tadjikistan (1929-1991, TSSR)
- République du Tadjikistan (depuis 1990), guerre civile du Tadjikistan (1992-1997), politique au Tadjikistan

Les Tadjiks (ou Persans orientaux ou Persans centrasiatiques) sont un peuple iranien d'Asie centrale qui parle le tadjik, une langue iranienne et largement considérée comme un dialecte oriental du persan.
Le territoire de l'actuel Tadjikistan a presque toujours appartenu (et participé) à un ensemble plus grand, sans véritable autonomie.
Les centres littéraires tadjiks comprennent les villes de Boukhara et Samarcande, toutes deux actuellement en Ouzbékistan mais avec une population majoritairement tadjik, et Balkh et Hérat, toutes deux dans l'actuel Afghanistan.

## 20esiècle
La standardisation progressive de la langue (et des dialectes) est passée aussi par l'alphabet latin (1927), l'alphabet cyrillique (1931) et désormais l'alphabet perso-arabe (1989).
Les figures marquantes de la première moitié du siècle sont :
- Sadriddin Aini (1878-1954), éducateur, poète, prosateur,
- Abolqasem Lahouti (1887-1957), poète iranien exilé politique en URSS,
- Mirzo Tursunzoda (en) (1911-1977).

Parmi les autres écrivains du siècle, marqué par le réalisme socialiste soviétique :
- Sadri Ziyo (1868-1930)
- Abdulvohid Burhonov (uz) (1875-1934) alias Mirzo Abdulvohid Munzim
- Bobo Yunas (1885-1945), Rozia Ozod (1893-1957), Payrav Sulaymoni (en) (1899-1933),
- Juhari Zadeh Sohayli (1900-?), Mohammad Jan Rahimi (1901-?), Aminzadeh Mohiedin (1904-?), Karim Hakim (1905-1942), Habibulo Nazarov (1907-?), Rahim Jalil (1909-?), Jalal Ekrami (1909-?)...
- Bobojon Ghafurov (en) (1908-1977)
- Baki Rahim Zadeh (1910-?), Abdul Salem Dehati (1911-?), Mir Shakar (1912-?)
- Sotym Ulughzoda (1911-1997)
- Aminjan Shokuhi (1923-?), Mohiadin Farhat (? 1924-?)
- Moukhammadjon Chakouri (1925-2012)
- Ahmad Danesh (1929 ?- ?)
- Mirzo Ghafar (1929-?)
- Faizollah Ansari (1931-?)
- Bozor Sobir (en) (1938-2018), poète et homme politique, poète national, "conscience de la nation"
- Loiq Sher-Ali (en) (1941-2000), poète, iranologue
- Sattor Tursun (tg) (1946-)

## Auteurs
- Écrivains tadjik
  - Poètes tadjik (en) :
    - Abolqasem Lahouti (1887-1957), Mirzo Tursunzoda (en) (1911-1977), Payrav Sulaymoni (en)

  - Romanciers tadjik (en) : Loiq Sher-Ali (en) (1941-)
  - Dramaturges tadjik (en)
  - Philosophie musulmane moderniste : Jadidisme, Sadriddin Aini (1878-1954)
  - Moukhammadjon Chakouri (1925-2012)
- Écrivains tadjik par siècle (en)
- Écrivaines tadjik par siècle (en)

## Œuvres
- Mercy-Man (en) (2018), bande dessinée (à super-héros) à succès